# Perdiguera (kommunhuvudort)
Perdiguera är en kommunhuvudort i Spanien.   Den ligger i provinsen Provincia de Zaragoza och regionen Aragonien, i den nordöstra delen av landet, 290 km nordost om huvudstaden Madrid. Perdiguera ligger 467 meter över havet och antalet invånare är 610.
Terrängen runt Perdiguera är huvudsakligen platt, men österut är den kuperad. Terrängen runt Perdiguera sluttar västerut. Runt Perdiguera är det mycket glesbefolkat, med 4 invånare per kvadratkilometer. Närmaste större samhälle är San Mateo de Gállego, 13,9 km nordväst om Perdiguera. Omgivningarna runt Perdiguera är i huvudsak ett öppet busklandskap.